# Cuneo Volley Ball Club 1998-1999
Questa voce raccoglie le informazioni riguardanti il Cuneo Volley Ball Club nelle competizioni ufficiali della stagione 1998-1999.

## Stagione

Il capitano Rafael Pascual, migliore marcatore stagionale della TNT Alpitour Cuneo.

La stagione 1998-1999 è per la società piemontese, sponsorizzata dalla Alpitour e dalla TNT, la decima consecutiva nel massimo campionato italiano. Durante l'estate lasciano Cuneo giocatori di rilievo, come Claudio Galli, che si ritira dall'attività pallavolistica, Samuele Papi e Giacomo Giretto, ceduti alla Sisley Volley di Treviso. Per sostituirli arrivano al centro il cubano Ihosvany Hernández e Alberto Bachi, in banda Alain Roca e Cosimo Gallotta, oltre al ritorno in squadra di Liano Petrelli, chiamato a ricoprire il nuovo ruolo di libero.
In campionato la squadra inizia la stagione regolare con quattro vittorie, a cui fanno seguito due sconfitte consecutive contro la Sisley Treviso e Casa Modena. Il girone di andata si chiude con altre quattro vittorie e una sconfitta in trasferta contro la Lube Banca Marche Macerata. Con otto vittorie e tre sconfitte la squadra è terza alle spalle della Sisley e della Piaggio Roma. Anche nel girone di ritorno arrivano solo tre sconfitte, ancora contro la Sisley in casa, nella trasferta di Palermo contro l'Iveco e a Montichiari. Al termine della stagione regolare Cuneo chiude seconda con quarantanove punti, alle spalle dell'irraggiungibile Sisley.
Nei quarti di finale dei play-off scudetto l'avversario è la Gabeca di Montichiari: dopo la sconfitta in trasferta di gara 1, Cuneo riesce a ribaltare il risultato vincendo due gare in casa e qualificandosi per il girone di semifinale. L'inedita formula di questi play-off vede le quattro squadre qualificate per le semifinali, ossia Sisley Treviso, Casa Modena, Iveco Palermo e TNT Alpitour Cuneo, affrontarsi in un girone all'italiana, con partite di andata e ritorno. La sconfitta nella prima giornata in casa contro i siciliani complica fin dall'inizio il cammino della squadra. Perdendo a Modena alla seconda giornata i piemontesi sono prematuramente esclusi dalla lotta per la qualificazione alla finale. Il girone si conclude con tre vittorie e tre sconfitte, che valgono un terzo posto e l'eliminazione dai play-off scudetto.
Le soddisfazioni giungono dal secondo trofeo nazionale, ossia la Coppa Italia. La TNT Alpitour Cuneo si qualifica alla final four eliminando nei quarti di finale la Piaggio Roma. Nella due giorni al PalaLottomatica di Roma vengono sconfitti la Iveco in semifinale e la Sisley in finale, entrambe con il punteggio di 3-0. Si tratta del secondo successo in questa manifestazione. Questo risultato qualifica Cuneo, per la quarta volta consecutiva, alla Coppa delle Coppe.
In ambito europeo la squadra affronta per il terzo anno consecutivo la Coppa delle Coppe. Ammessa direttamente alla fase a gironi, Cuneo si classifica secondo nella "Pool A", alle spalle dei francesi dell'AS Cannes. Grazie a questo risultato, frutto di sei vittorie e una sconfitta, i piemontesi centrano la sesta final four su sei competizioni europee giocate. Questa volta però la serie di successi si interrompe in finale: dopo aver superato i russi dell'Izumrud in semifinale, i biancazzurri vengono sconfitti all'atto conclusivo dal Cannes, che aveva già vinto il confronto nella fase a gironi.

## Organigramma societario
Area direttiva
- Presidente: Ezio Barroero
- Vicepresidente: Valter Lannutti
- Vicepresidente: Roberto Mandruzzato

Area organizzativa
- Segretaria generale: Fulvia Cacciò
- Direttore sportivo: Enzo Prandi
- Responsabile settore giovanile: Gino Primasso

Area comunicazione
- Addetto stampa: Giuditta Giraudo
- Addetto stampa: Sergio Robresco
- Relazioni esterne: Bruno Lubatti

Area marketing
- Responsabile marketing: Giuseppe Cormio
- Responsabile marketing: Marco Pistolesi

Area tecnica
- Allenatore: Silvano Prandi
- Allenatore in seconda: Roberto Serniotti
- Preparatore atletico: Ezio Bramard
- Allenatore settore giovanile: Mario Sasso

Area sanitaria
- Medico: Stefano Carando
- Medico: Emilio Lucidi
- Fisioterapista: Umberto Cuminotto
- Massaggiatore: Gabriele Giorgis

## Rosa
| N. | Giocatore                | Ruolo | Data di nascita  | Nazionalità sportiva |
| -- | ------------------------ | ----- | ---------------- | -------------------- |
| 1  | Rafael Pascual           | S/O   | 16 marzo 1970    | Spagna               |
| 2  | Liano Petrelli           | S/L   | 24 marzo 1965    | Italia               |
| 3  | Luigi Mastrangelo        | C     | 17 agosto 1975   | Italia               |
| 4  | Giacomo Rigoni           | S     | 1º marzo 1979    | Italia               |
| 5  | Daniele Sottile          | P     | 17 agosto 1979   | Italia               |
| 6  | Cosimo Gallotta          | S     | 25 maggio 1977   | Italia               |
| 9  | Nikola Grbić             | P     | 6 settembre 1973 | Serbia               |
| 10 | Mauro Gavotto            | S/O   | 16 aprile 1979   | Italia               |
| 10 | Stefano Cussotto         | C     | 25 giugno 1978   | Italia               |
| 11 | Alberto Bachi            | C     | 8 novembre 1970  | Italia               |
| 12 | Cristian Casoli          | S     | 27 gennaio 1975  | Italia               |
| 13 | Alain Addys Roca Borrero | S     | 7 settembre 1976 | Cuba                 |
| 14 | Ihosvany Hernández       | C     | 6 agosto 1972    | Cuba                 |
| 15 | Alessandro Lorenzoni     | S     | 6 agosto 1969    | Italia               |

## Mercato
| Acquisti | Acquisti                 | Acquisti        | Acquisti   |
| R.       | Nome                     | da              | Modalità   |
| -------- | ------------------------ | --------------- | ---------- |
| C        | Alberto Bachi            | Lube            | ?          |
| S        | Cosimo Gallotta          | Zinella Bologna | Definitivo |
| C        | Ihosvany Hernández       | Cuba            | Definitivo |
| S        | Alessandro Lorenzoni     | Grottazzolina   | Prestito   |
| S/L      | Liano Petrelli           | Cutrofiano      | Definitivo |
| S        | Alain Addys Roca Borrero | Ciudad Habana   | Definitivo |

| Cessioni | Cessioni           | Cessioni         | Cessioni   |
| R.       | Nome               | a                | Modalità   |
| -------- | ------------------ | ---------------- | ---------- |
| C        | Claudio Galli      |                  | Svincolato |
| S        | Mirko Gerbi        | Lupi Santa Croce | Prestito   |
| C        | Giacomo Giretto    | Treviso          | Definitivo |
| S        | Sebastian Jabif    | ?                | ?          |
| S        | Samuele Papi       | Treviso          | Definitivo |
| O        | Vencislav Simeonov | Indomita Salerno | Prestito   |

- Lo schiacciatore-opposto Mauro Gavotto è stato aggregato alla prima squadra dal settore giovanile[10].
- Lo schiacciatore Alessandro Lorenzoni torna al Wild Volley Grottazzollina il 13 ottobre 1998[11].
- Il centrale Stefano Cussotto viene ceduto alla Pallavolo Catania il 7 gennaio 1999[12].

## Risultati

### Serie A1

#### Girone d'andata
| 1ª giornata - 20 settembre 1998 Palasport, Ferrara                          | 4 Torri Ferrara | 1 - 3 | Cuneo         | 9-15, 15-13, 10-15, 7-15      |
| 2ª giornata - 27 settembre 1998 Palasport di San Rocco Castagnaretta, Cuneo | Cuneo           | 3 - 1 | Petrarca      | 15-13, 9-15, 17-16, 15-13     |
| 3ª giornata - 4 ottobre 1998 Adriatic Arena, Pesaro                         | Virtus Fano     | 0 - 3 | Cuneo         | 8-15, 6-15, 6-15              |
| 4ª giornata - 11 ottobre 1998 Palasport di San Rocco Castagnaretta, Cuneo   | Cuneo           | 3 - 1 | Porto Ravenna | 15-2, 15-5, 8-15, 15-13       |
| 5ª giornata - 8 dicembre 1998 PalaPanini, Modena                            | Daytona         | 3 - 1 | Cuneo         | 16-14, 15-11, 9-15, 15-12     |
| 6ª giornata - 13 dicembre 1998 PalaVerde, Villorba                          | Treviso         | 3 - 0 | Cuneo         | 15-8, 15-10, 15-10            |
| 7ª giornata - 20 dicembre 1998 Palasport di San Rocco Castagnaretta, Cuneo  | Cuneo           | 3 - 2 | Roma          | 9-15, 15-11, 15-9, 6-15, 15-9 |
| 8ª giornata - 27 dicembre 1998 PalaBadiali, Falconara Marittima             | Falconara       | 0 - 3 | Cuneo         | 8-15, 5-15, 6-15              |
| 9ª giornata - 3 gennaio 1999 Palasport di San Rocco Castagnaretta, Cuneo    | Cuneo           | 3 - 0 | Palermo       | 15-4, 15-10, 15-12            |
| 10ª giornata - 6 gennaio 1999 Palasport Fontescodella, Macerata             | Lube            | 3 - 0 | Cuneo         | 15-10, 15-6, 15-5             |
| 11ª giornata - 10 gennaio 1999 Palasport di San Rocco Castagnaretta, Cuneo  | Cuneo           | 3 - 1 | Gabeca        | 15-7, 15-13, 12-15, 15-12     |

#### Girone di ritorno
| 1ª giornata - 17 gennaio 1999 Palasport di San Rocco Castagnaretta, Cuneo  | Cuneo         | 3 - 1 | 4 Torri Ferrara | 10-15, 15-12, 15-5, 15-5        |
| 2ª giornata - 23 gennaio 1999 PalaBernhardsson, Padova                     | Petrarca      | 1 - 3 | Cuneo           | 10-15, 15-10, 5-15, 10-15       |
| 3ª giornata - 31 gennaio 1999 Palasport di San Rocco Castagnaretta, Cuneo  | Cuneo         | 3 - 1 | Virtus Fano     | 15-6, 11-15, 15-2, 15-8         |
| 4ª giornata - 14 febbraio 1999 PalaDeAndrè, Ravenna                        | Porto Ravenna | 0 - 3 | Cuneo           | 9-15, 4-15, 5-15                |
| 5ª giornata - 20 febbraio 1999 Palasport di San Rocco Castagnaretta, Cuneo | Cuneo         | 3 - 1 | Daytona         | 15-10, 13-15, 15-11, 15-8       |
| 6ª giornata - 28 febbraio 1999 Palasport di San Rocco Castagnaretta, Cuneo | Cuneo         | 1 - 3 | Treviso         | 6-15, 17-16, 2-15, 5-15         |
| 7ª giornata - 7 marzo 1999 Palazzetto dello sport, Roma                    | Roma          | 1 - 3 | Cuneo           | 15-13, 6-15, 1-15, 10-15        |
| 8ª giornata - 14 marzo 1999 Palasport di San Rocco Castagnaretta, Cuneo    | Cuneo         | 3 - 0 | Falconara       | 15-7, 15-7, 16-14               |
| 9ª giornata - 21 marzo 1999 Palasport, Marsala                             | Palermo       | 3 - 2 | Cuneo           | 8-15, 6-15, 15-5, 15-9, 15-13   |
| 10ª giornata - 28 marzo 1999 Palasport di San Rocco Castagnaretta, Cuneo   | Cuneo         | 3 - 0 | Lube            | 15-2, 15-11, 15-4               |
| 11ª giornata - 3 aprile 1999 PalaGeorge, Montichiari                       | Gabeca        | 3 - 2 | Cuneo           | 11-15, 15-9, 3-15, 15-13, 18-16 |

#### Play-off scudetto
| Quarti di finale (gara 1) - 6 aprile 1999 PalaGeorge, Montichiari                                   | Gabeca  | 3 - 2 | Cuneo   | 17-15, 15-12, 3-15, 7-15, 18-16  |
| Quarti di finale (gara 2) - 10 aprile 1999 Palasport di San Rocco Castagnaretta, Cuneo              | Cuneo   | 3 - 0 | Gabeca  | 15-12, 15-2, 15-10               |
| Quarti di finale (gara 3) - 11 aprile 1999 Palasport di San Rocco Castagnaretta, Cuneo              | Cuneo   | 3 - 1 | Gabeca  | 15-12, 9-15, 15-8, 15-9          |
| Girone semifinali (1ª giornata andata) - 18 aprile 1999 Palasport di San Rocco Castagnaretta, Cuneo | Cuneo   | 1 - 3 | Palermo | 9-15, 15-7, 12-15, 8-15          |
| Girone semifinali (2ª giornata andata) - 25 aprile 1999 PalaPanini, Modena                          | Daytona | 3 - 0 | Cuneo   | 15-10, 15-12, 15-4               |
| Girone semifinali (3ª giornata andata) - 28 aprile 1999 Palasport di San Rocco Castagnaretta, Cuneo | Cuneo   | 3 - 2 | Treviso | 9-15, 15-9, 5-15, 15-10, 15-11   |
| Girone semifinali (1ª giornata ritorno) - 2 maggio 1999 Palasport, Marsala                          | Palermo | 2 - 3 | Cuneo   | 9-15, 15-12, 16-17, 15-6, 13-15  |
| Girone semifinali (2ª giornata ritorno) - 5 maggio 1999 PalaVerde, Villorba                         | Treviso | 3 - 0 | Cuneo   | 17-15, 15-12, 15-8               |
| Girone semifinali (3ª giornata ritorno) - 8 maggio 1999 Palasport di San Rocco Castagnaretta, Cuneo | Cuneo   | 3 - 2 | Daytona | 15-13, 8-15, 13-15, 15-12, 15-12 |

### Coppa Italia

#### Fase a eliminazione diretta
| Quarti di finale (andata) - 23 dicembre 1998 Palazzetto dello sport, Roma                 | Roma    | 1 - 3 | Cuneo   | 16-14, 11-15, 12-15, 14-16     |
| Quarti di finale (ritorno) - 30 dicembre 1998 Palasport di San Rocco Castagnaretta, Cuneo | Cuneo   | 3 - 2 | Roma    | 12-15, 9-15, 15-10, 15-8, 15-9 |
| Semifinali - 6 febbraio 1999 PalaLottomatica, Roma                                        | Cuneo   | 3 - 0 | Palermo | 15-9, 15-8, 15-13              |
| Finale - 7 febbraio 1999 PalaLottomatica, Roma                                            | Daytona | 0 - 3 | Cuneo   | 13-15, 9-15, 3-15              |

### Coppa delle Coppe

#### Fase a gironi
| 1ª giornata - 12 gennaio 1999 Landstede Sportcentrum, Zwolle               | Zwolle           | 1 - 3 | Cuneo           | 26-28, 17-25, 31-29, 22-25        |
| 2ª giornata - 20 gennaio 1999 Pabellón Los Pajaritos, Soria                | Numancia         | 0 - 3 | Cuneo           | 28-30, 13-25, 22-25               |
| 3ª giornata - 27 gennaio 1999 Palasport di San Rocco Castagnaretta, Cuneo  | Cuneo            | 0 - 3 | Cannes          | 23-25, 23-25, 22-25               |
| 4ª giornata - 2 febbraio 1999 Sporthalle, Zonhoven                         | Zonhoven         | 0 - 3 | Cuneo           | 19-25, 23-25, 15-25               |
| 5ª giornata - 10 febbraio 1999 Palasport di San Rocco Castagnaretta, Cuneo | Cuneo            | 3 - 0 | Púchov          | 25-13, 25-20, 25-12               |
| 6ª giornata - 18 febbraio 1999 Sportovni Hala, České Budějovice            | České Budějovice | 2 - 3 | Cuneo           | 16-25, 25-17, 25-23, 23-25, 15-17 |
| 7ª giornata - 24 febbraio 1999 Palasport di San Rocco Castagnaretta, Cuneo | Cuneo            | 3 - 1 | Bayer Wuppertal | 20-25, 25-17, 25-18, 25-13        |

#### Fase a eliminazione diretta
| Semifinali - 16 marzo 1999 Atene | Izumrud | 1 - 3 | Cuneo | 25-22, 24-26, 21-25, 23-25        |
| Finale - 17 marzo 1999 Atene     | Cannes  | 3 - 2 | Cuneo | 28-26, 28-26, 19-25, 19-25, 15-10 |

## Statistiche

### Statistiche di squadra
| Competizione      | Punti | In casa | In casa | In casa | In trasferta | In trasferta | In trasferta | Totale | Totale | Totale |
| Competizione      | Punti | G       | V       | P       | G            | V            | P            | G      | V      | P      |
| ----------------- | ----- | ------- | ------- | ------- | ------------ | ------------ | ------------ | ------ | ------ | ------ |
| Serie A1          | 55    | 16      | 14      | 2       | 15           | 7            | 8            | 31     | 21     | 10     |
| Coppa Italia      | -     | 1       | 1       | 0       | 1            | 1            | 0            | 4      | 4      | 0      |
| Coppa delle Coppe | 13    | 3       | 2       | 1       | 4            | 4            | 0            | 9      | 7      | 2      |

G = partite giocate; V = partite vinte; P = partite perse

### Statistiche dei giocatori
| A. Bachi       | 24 | 136 | 100 | 33  | 3  | 3 | 10  | Statistiche assenti | Statistiche assenti | 27 | 146  | 100 | 33  | 3  |
| C. Casoli      | 31 | 588 | 509 | 44  | 35 | 4 | 70  | Statistiche assenti | Statistiche assenti | 35 | 658  | 509 | 44  | 35 |
| S. Cussotto    | 1  | 0   | 0   | 0   | 0  | - | -   | Statistiche assenti | Statistiche assenti | 1  | 0    | 0   | 0   | 0  |
| C. Gallotta    | 21 | 187 | 157 | 24  | 6  | 2 | 38  | Statistiche assenti | Statistiche assenti | 23 | 225  | 157 | 24  | 6  |
| M. Gavotto     | 4  | 7   | 6   | 0   | 1  | 1 | 7   | Statistiche assenti | Statistiche assenti | 5  | 14   | 6   | 0   | 1  |
| N. Grbić       | 31 | 214 | 107 | 78  | 29 | 4 | 28  | Statistiche assenti | Statistiche assenti | 35 | 242  | 107 | 78  | 29 |
| I. Hernandez   | 29 | 510 | 380 | 126 | 4  | 4 | 63  | Statistiche assenti | Statistiche assenti | 33 | 573  | 380 | 126 | 4  |
| A. Lorenzoni   | 4  | 0   | 0   | 0   | 0  | - | -   | Statistiche assenti | Statistiche assenti | 4  | 0    | 0   | 0   | 0  |
| L. Mastrangelo | 31 | 444 | 301 | 122 | 21 | 4 | 51  | Statistiche assenti | Statistiche assenti | 35 | 495  | 301 | 122 | 21 |
| R. Pascual     | 31 | 925 | 809 | 79  | 37 | 4 | 126 | Statistiche assenti | Statistiche assenti | 35 | 1051 | 809 | 79  | 37 |
| L. Petrelli    | 24 | 2   | 2   | 0   | 0  | 3 | 2   | Statistiche assenti | Statistiche assenti | 27 | 4    | 2   | 0   | 0  |
| G. Rigoni      | 1  | 2   | 1   | 1   | 0  | - | -   | Statistiche assenti | Statistiche assenti | 1  | 2    | 1   | 1   | 0  |
| A. Roca        | 28 | 326 | 240 | 57  | 30 | 4 | 24  | Statistiche assenti | Statistiche assenti | 32 | 350  | 240 | 57  | 30 |
| D. Sottile     | 7  | 2   | 0   | 2   | 0  | 2 | 0   | Statistiche assenti | Statistiche assenti | 9  | 2    | 0   | 2   | 0  |

P = presenze; PT = punti totali; AV = attacchi vincenti; MV = muri vincenti; BV = battute vincenti